# Guillaume-Marie-Romain Sourrieu
Guillaume-Marie-Romain Sourrieu (Aspet, 27 febbraio 1825 – Rouen, 16 giugno 1899) è stato un cardinale e arcivescovo cattolico francese.

## Biografia
Nacque a Aspet il 27 febbraio 1825.
Papa Leone XIII lo elevò al rango di cardinale nel concistoro del 19 aprile 1897.
Morì il 16 giugno 1899 all'età di 74 anni.

## Genealogia episcopale e successione apostolica
La genealogia episcopale è:
- Cardinale Guillaume d'Estouteville, O.S.B.Clun.
- Papa Sisto IV
- Papa Giulio II
- Cardinale Raffaele Sansone Riario
- Papa Leone X
- Papa Paolo III
- Cardinale Francesco Pisani
- Cardinale Alfonso Gesualdo di Conza
- Papa Clemente VIII
- Cardinale Pietro Aldobrandini
- Cardinale Laudivio Zacchia
- Cardinale Antonio Barberini, O.F.M.Cap.
- Cardinale Nicolò Guidi di Bagno
- Arcivescovo François de Harlay de Champvallon
- Cardinale Louis-Antoine de Noailles
- Vescovo Jean-François Salgues de Valderies de Lescure
- Arcivescovo Louis-Jacques Chapt de Rastignac
- Arcivescovo Christophe de Beaumont du Repaire
- Cardinale César-Guillaume de la Luzerne
- Arcivescovo Gabriel Cortois de Pressigny
- Arcivescovo Hyacinthe-Louis de Quélen
- Vescovo Louis-Charles Féron
- Vescovo Pierre-Alfred Grimardias
- Cardinale Guillaume-Marie-Romain Sourrieu

La successione apostolica è:
- Cardinale Léon-Adolphe Amette (1899)